# Hands (Jewel)
Hands è il primo singolo estratto dal secondo album della cantautrice Jewel, Spirit.
In realtà un singolo commerciale di Hands non è mai stato promosso negli Stati Uniti, mentre a livello internazionale non sono stati estratti singoli, in quanto i responsabili dell'Atlantic Records hanno investito semplicemente nella pubblicazione dell'album. Pur senza il sostegno di una distribuzione fisica, Hands ha raggiunto la sesta posizione nella Billboard Hot 100.

## Video
Il video, diretto da Nick Brandt, si apre con un'inquadratura di Jewel al volante di una macchina durante una notte di pioggia. Improvvisamente s'imbatte in gruppo di sfollati scampati tempestivamente al crollo di un edificio. Jewel si spinge immediatamente fuori dalla vettura e corre in aiuto degli sventurati, soccorrendo gli uomini ancora intrappolati tra le macerie.

## Remix dell'11 settembre
In seguito alla tragedia consumatasi l'11 settembre 2001, un DJ ha remixato il brano che è andato in onda in alcune stazioni radiofoniche del Paese. Al momento dell'attentato, Jewel era in gita in montagna insieme al compagno di lunga durata, Ty Murray. La cantante ha ascoltato il pezzo remixato in radio alcuni giorni dopo l'attentato e l'ha subito gradito.

## Classifiche
| Classifica (1998-2010)  | Posizione massima |
| ----------------------- | ----------------- |
| Australia               | 25                |
| Canada                  | 1                 |
| Europa                  | 83                |
| Francia                 | 96                |
| Nuova Zelanda           | 19                |
| Paesi Bassi             | 35                |
| Regno Unito             | 41                |
| Stati Uniti             | 6                 |
| Stati Uniti (Adult)     | 7                 |
| Stati Uniti (Pop)       | 4                 |
| Stati Uniti (Adult Pop) | 2                 |